# 千葉県道253号香取津之宮線
千葉県道253号香取津之宮線（ちばけんどう253ごう かとりつのみやせん）は、千葉県香取市を走る一般県道。

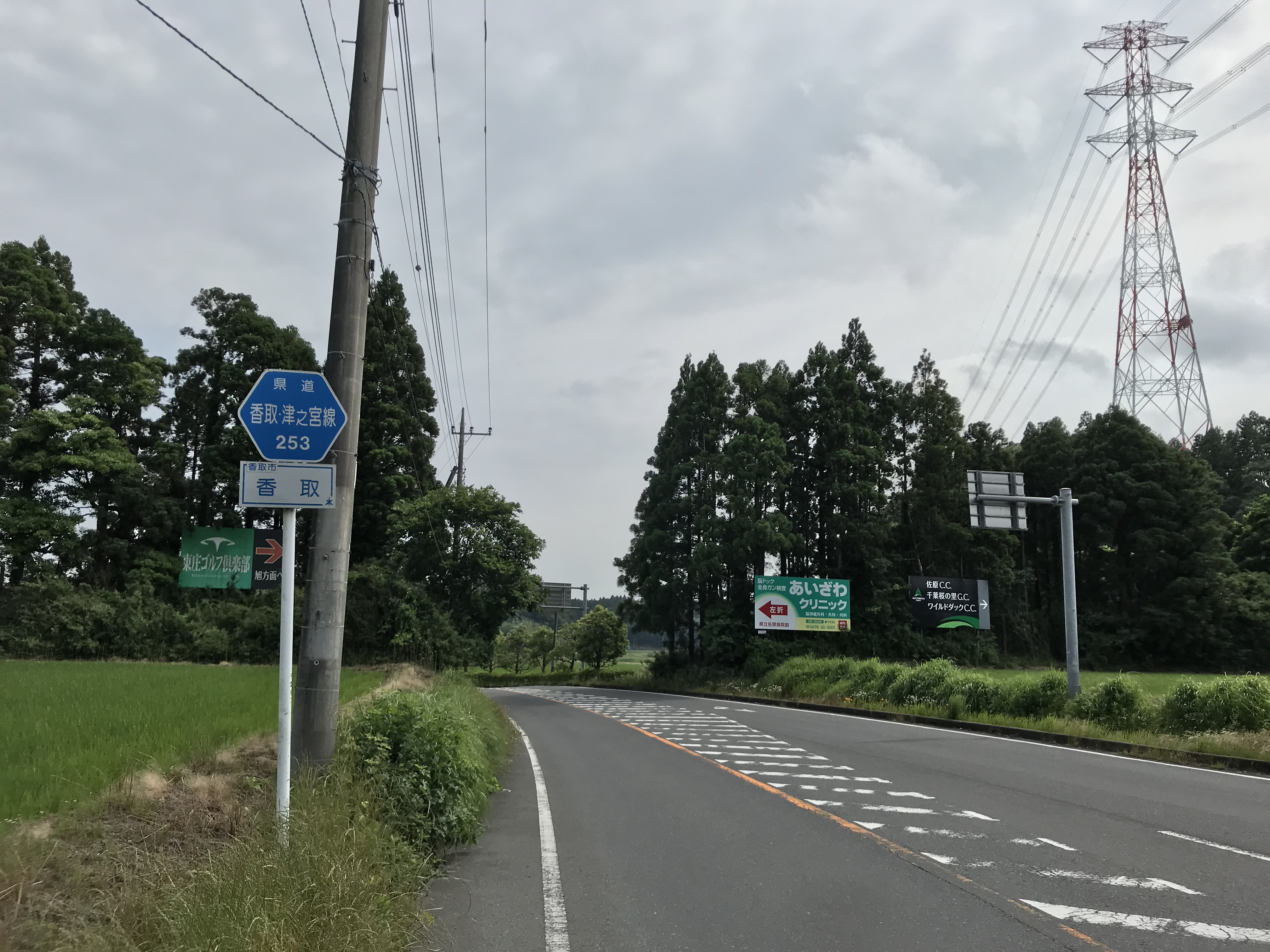
千葉県道253号香取津之宮線
香取市香取（2020年6月）

## 概要
東関東自動車道の佐原香取IC入口から直近の国道である国道356号までを直線的に結ぶ路線である。
- 起点 : 香取市香取（東関東自動車道 佐原香取インターチェンジ・千葉県道55号佐原山田線交点 = 「佐原香取インター入口」交差点）
- 終点 : 香取市津宮（国道356号交点 = 「津宮バイパス入口」交差点）
- 総延長：7.634 km[1]
- 重用延長：4.386 km
- 未供用延長：なし
- 実延長：4.625 km[1]

## 路線状況
かつて本路線の旧道（香取駅入口 - 香取神宮へ通じる道路）バイパスとして佐原香取ICと直接接続する道路として整備されているため、ほぼ直線の区間とゆるやかなカーブがあるだけで線形は良い。現在は、旧道は一般道へ降格しているため、バイパスが現在の路線となっている。正月の香取神宮への初詣で混雑する以外、交通量は多くない。JR成田線との交差は、跨線橋で立体交差する。

## 通過する自治体
- 千葉県香取市

## 交差・接続する道路
- 東関東自動車道 佐原香取インターチェンジ・千葉県道55号佐原山田線 - 香取市香取（佐原香取インター入口交差点、起点）
- 国道356号 - 香取市津宮（終点）